# 마르코 갈리아초
마르코 갈리아초(이탈리아어: Marco Galiazzo, 1983년 5월 7일~)는 이탈리아의 양궁 선수이다.

## 경력
파도바에서 태어났다. 대한민국 출신의 석동은 감독의 지도를 받고 있다. 2004년 아테네 올림픽 개인전에서 일본의 야마모토 히로시를 꺾고 금메달을 획득하였다. 2008년 베이징 올림픽 단체전 결승에서 대한민국 팀에 근소한 차로 져 은메달을 획득하였고, 개인전에서는 32강에서 탈락했다. 2012년 런던 올림픽 단체전 결승에서 미국 팀을 꺾고 우승하여 금메달을 땄고, 개인전에서는 32강에서 멕시코의 후안 레네 세라노에게 패해 탈락했다.